# Haniska (Prešov)
Haniska (in ungherese Eperjesenyicke) è un comune della Slovacchia facente parte del distretto di Prešov, nella regione omonima.